# L'illa Diagonal

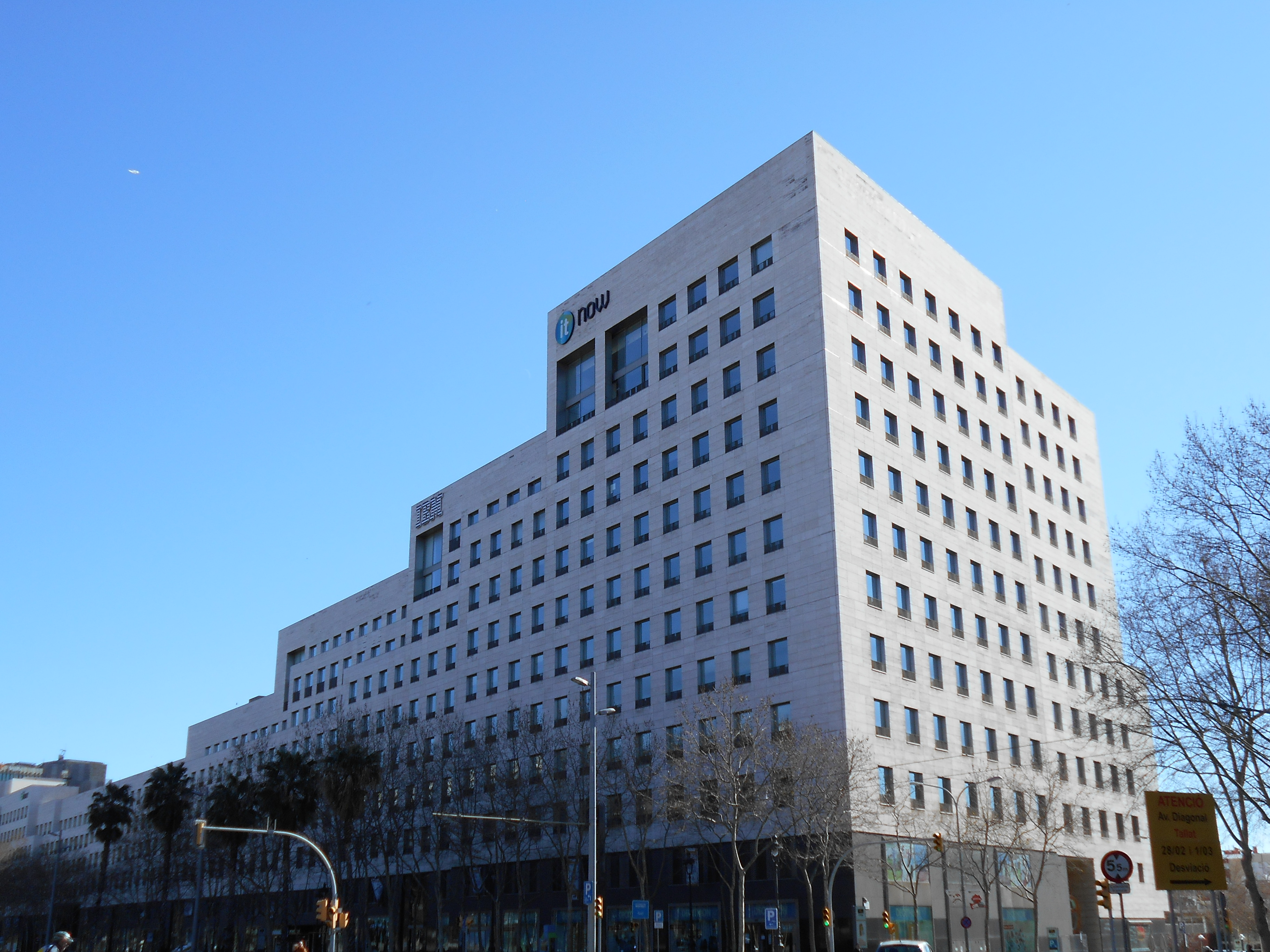
L'illa Diagonal

L’illa Diagonal è un centro commerciale e di imprese situato sulla Avinguda Diagonal di Barcellona in Spagna tra i distretti di Les Corts e Sarrià-Sant_Gervasi. 
Il complesso fu inaugurato il 2 dicembre 1993..
Si tratta di un progetto architettonico che fu portato avanti dagli architetti Rafael Moneo e Manuel de Solà-Morales, incaricati dal Grupo Sanahuja e Grupo Winterthur (ora AXA Assicurazioni) e ottenendo il Premio FAD di architettura del 1994.
L’illa Diagonal dispone una superficie destinata al centro commerciale di 35 000 m2,disposto su tre piani: al piano zero (che si collega con la avenida Diagonal), il piano superiore e sotterraneo che si collega con il quartiere di   Les Corts e di Sarriá-San Gervasio, giù per la avenida Diagonal. 
L’illa Diagonal fu il primo grande centro commerciale e di imprese di carattere urbano in città soprannominato all'inizio come supermanzana-